# 卡德區

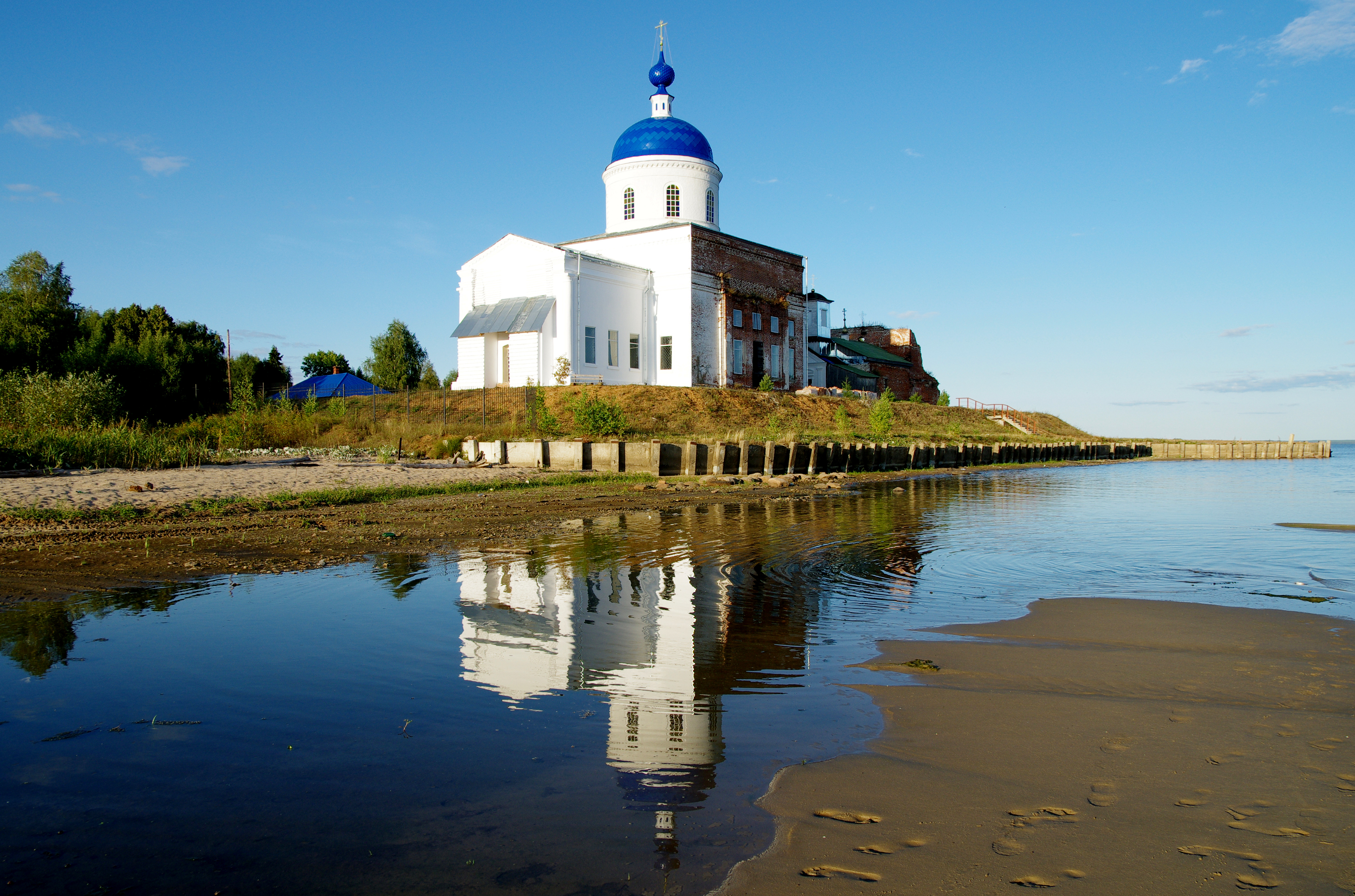

57°46′51″N 43°11′18″E / 57.78083°N 43.18833°E
卡德區（俄语：Кадыйский район），是俄羅斯的一個區，位於該國西部，由科斯特羅馬州負責管轄，面積2,190平方公里，2010年該區人口8,374，人口密度每平方公里3.82人。